# Dźwięk
Dźwięk – zaburzenie mechaniczne falowe rozchodzące się w ośrodku sprężystym, zdolne do wrażenia słuchowego u człowieka lub zwierząt, a także wrażenie słuchowe wywołane taką falą. Dla człowieka pasmo słyszenia mieści się w granicach 20Hz do 20kHz. Częstotliwości poniżej 20Hz to infradźwięki, a powyżej 20kHz to ultradźwięki.

## Dźwięki słyszalne
Używa się też terminu dźwięki słyszalne – na określenie dźwięków z zakresu częstotliwości i natężeń, które rejestruje człowiek. Człowiek rejestruje częstotliwości w granicach 20Hz - 20kHz. 
Człowiek, jak i inne zwierzęta, odbiera dźwięki słyszalne poprzez zmysł nazywany słuchem, którego narządem są uszy. Natężenie dźwięku można wyrazić w postaci powierzchniowej gęstości mocy fali akustycznej w (W/m²), jednak powszechniejsze i wygodniejsze jest podawanie wartości poziomu natężenia dźwięku, czyli we względnej skali logarytmicznej, której jednostką jest decybel. Jeszcze inną skalą, która uwzględnia fizjologię ludzkiego ucha, jest skala głośności mierzonej w fonach.
Dźwięki słyszalne przez poszczególnych ludzi mogą różnić się zarówno w zakresie częstotliwości, jak i głośności. Regułą jest, że wraz z wiekiem zakres częstotliwości się zawęża (dotyczy to szczególnie częstotliwości wysokich) oraz podnosi się dolna granica poziomu głośności słyszanych dźwięków. Zjawisko niedosłuchu dotyka ostatnio coraz częściej również młodych ludzi z powodu powszechnego użycia słuchawek dousznych. Dodatkowo na niedosłuch narażone są osoby, które narażone są na częsty hałas.
Istoty żywe przetwarzają dźwięki w określony sposób. Pierwszy etap to rejestracja wartości ciśnienia w funkcji czasu. Następnie dźwięk jest analizowany – wydzielany jest ton podstawowy (decydujący o słyszanej wysokości dźwięku) i wyższe składowe harmoniczne, których amplitudy decydują o barwie dźwięku. Analiza taka jest możliwa, ponieważ każdą, dowolnie skomplikowaną falę można rozłożyć na składowe sinusoidalne. Z matematycznego punktu widzenia operacja taka nazywa się transformacją Fouriera. Gdy dźwięk składa się z wielu składowych, każdej składowej można przypisać określone parametry – amplitudę, fazę oraz częstotliwość. Następnie uzyskane wartości amplitudy są poddawane logarytmowaniu (zgodnie z prawem Webera-Fechnera), dzięki czemu słabe dźwięki są tak samo rozróżnialne jak silne. W efekcie mózg uzyskuje strumień danych, który reprezentuje najważniejsze cechy dźwięku (głośność, wysokość, barwę). Człowiek używa tej metody do rozpoznawania mowy, mimo występowania silnych zakłóceń (np. rozmowa w tłumie).

## Inne przejawy fali akustycznej
Drgania akustyczne, których częstotliwość jest tak mała, że nie są słyszalne przez przeciętnego zdrowego człowieka nazywamy infradźwiękami (niższe niż 16 Hz), zaś te których częstotliwość jest większa od granicznej, również niesłyszalne przez ludzi, nazywamy ultradźwiękami (wyższe od 20 kHz).
Dźwięk, jako rozprzestrzeniające się zaburzenia, może rozchodzić się tylko w ośrodkach sprężystych jako fala dźwiękowa.

## Historia rejestracji dźwięku
Pierwszego zapisu dźwięku dokonał w 1860 roku Édouard-Léon Scott de Martinville. Jego fonautograf nie był zaprojektowany do odtwarzania dźwięku, ale zachowały się zapisy archiwalne pierwszych rejestracji, odczytane i odtworzone w 2008 roku.
Pierwszego zapisu dźwięku za pomocą urządzenia zwanego fonografem, mogącego także odtwarzać dźwięk, dokonał w 1877 roku Amerykanin Thomas Alva Edison. Pobudzona do drgań dźwiękiem membrana przekazywała drgania do igły żłobiącej śrubowy rowek w cynowej folii nałożonej na obracający się wałek. Ponowne przejście igły wzdłuż wyrytych na wałku rowków umożliwiało wprawienie w ruch innej membrany i przekazanie drgań w tubę głosową, tym samym odtwarzając dźwięk.

## Cechy dźwięku
Do podstawowych cech dźwięku zalicza się:
- wysokość dźwięku,
- głośność dźwięku,
- czas trwania dźwięku,
- barwa dźwięku.

Cechy te związane są ściśle z odpowiednimi parametrami fali akustycznej.

## Klasyfikacja dźwięków ze względu na barwę
- mające określoną wysokość:
  - ton (ton podstawowy),
  - wieloton harmoniczny,
- niemające określonej wysokości:
  - wieloton nieharmoniczny,
  - szum (mający widmo ciągłe):
    - szum biały,
    - szum różowy.